# Dan Carlson
Daniel Patrick „Dan“ Carlson (* 6. April 1979 in Edina, Minnesota) ist ein ehemaliger US-amerikanischer Eishockeyspieler (Stürmer).

## Karriere
Carlson begann seine Karriere in der Saison 1997/98 an der University of Notre Dame in der NCAA, wo er bis zur Saison 2000/01 spielte. Zu Beginn der Saison 2001/02 wechselte er zu den Johnstown Chiefs in die East Coast Hockey League und hatte noch im selben Jahr seine ersten Einsätze in der American Hockey League bei den Saint John Flames. In den Jahren zwischen 2002 und 2004 stand Carlson bei Roanoke Express unter Vertrag und spielte in der Saison 2003/04 auch zwanzig Mal für die Lowell Lock Monsters in der AHL.
Den Sprung nach Europa wagte er in der Saison 2004/05, als er zu Coventry Blaze in die Elite Ice Hockey League nach England wechselte. Bis auf die Saison 2005/06, in der Carlson beim EHC München unter Vertrag stand, spielte er in Europa nur bei Coventry und ging dort mit der Rückennummer 26 aufs Eis. Nach der Saison 2010/11 beendete er seine aktive Karriere.

## Karrierestatistik
(Legende zur Spielerstatistik: Sp oder GP = absolvierte Spiele; T oder G = erzielte Tore; V oder A = erzielte Assists; Pkt oder Pts = erzielte Scorerpunkte; SM oder PIM = erhaltene Strafminuten; +/− = Plus/Minus-Bilanz; PP = erzielte Überzahltore; SH = erzielte Unterzahltore; GW = erzielte Siegtore; 1 Play-downs/Relegation; Kursiv: Statistik nicht vollständig)